# アンミ・サドゥカ
アンミ・サドゥカ（Ammi-Saduqa、Ammisaduqa、Ammizaduga）は、古代メソポタミアの都市国家・バビロン第1王朝の王。
在位期間は低年代説によると紀元前1582年から紀元前1562年、中年代説によると紀元前1646年から紀元前1626年。

## 略歴
アンミ・サドゥカはその統治のための最初の17を含む21の年名が残されている。これらの年名は、アンミ・サドゥカの統治期間は非常に平和な年であったことを示しており、主に神殿の充実と拡大に従事していた。
11年にはユーフラテス河口に壁を作るなど、幾つかの建築を行っている。